# Чалов, Егор Михайлович
Его́р Миха́йлович Ча́лов (6 мая 1919, Криуша, Саратовская губерния — 22 апреля 1983, Новгород) — военный лётчик, заместитель командира эскадрильи 622-го штурмового авиационного Севастопольского Краснознамённого полка (214-я штурмовая авиационная дивизия, 15-я воздушная армия, 2-й Прибалтийский фронт), старший лейтенант, Герой Советского Союза.

## Биография
Родился 6 мая 1919 года в деревне Криуша, Песчанской волости Балашовского уезда Саратовской губернии (ныне — в Самойловском районе Саратовской области). Украинец. После окончания школы в 1940 году поступил в Балашовское военно-авиационное училище лётчиков.

### В годы Великой Отечественной войны
Участник Великой Отечественной войны с сентября 1942 года. За годы войны старший лейтенант Чалов Е. М. совершил свыше 117 боевых вылетов, уничтожил 9 танков, 2 самолёта, 38 автомашин с войсками и грузами, 3 склада с боеприпасами, 21 подводу и более 100 солдат и офицеров противника. Принимал участие в Сталинградской битве, битве за Кавказ, освобождении Крыма, Псковской области и Латвии.
Указом Президиума Верховного Совета СССР от 18 августа 1945 года за образцовое выполнение боевых заданий командования на фронте борьбы с немецко-фашистским захватчиками и проявленные при этом мужество и героизм старшему лейтенанту Чалову Егору Михайловичу присвоено звание Героя Советского Союза с вручением ордена Ленина и медали «Золотая Звезда» (№ 4194).

### Мирное время

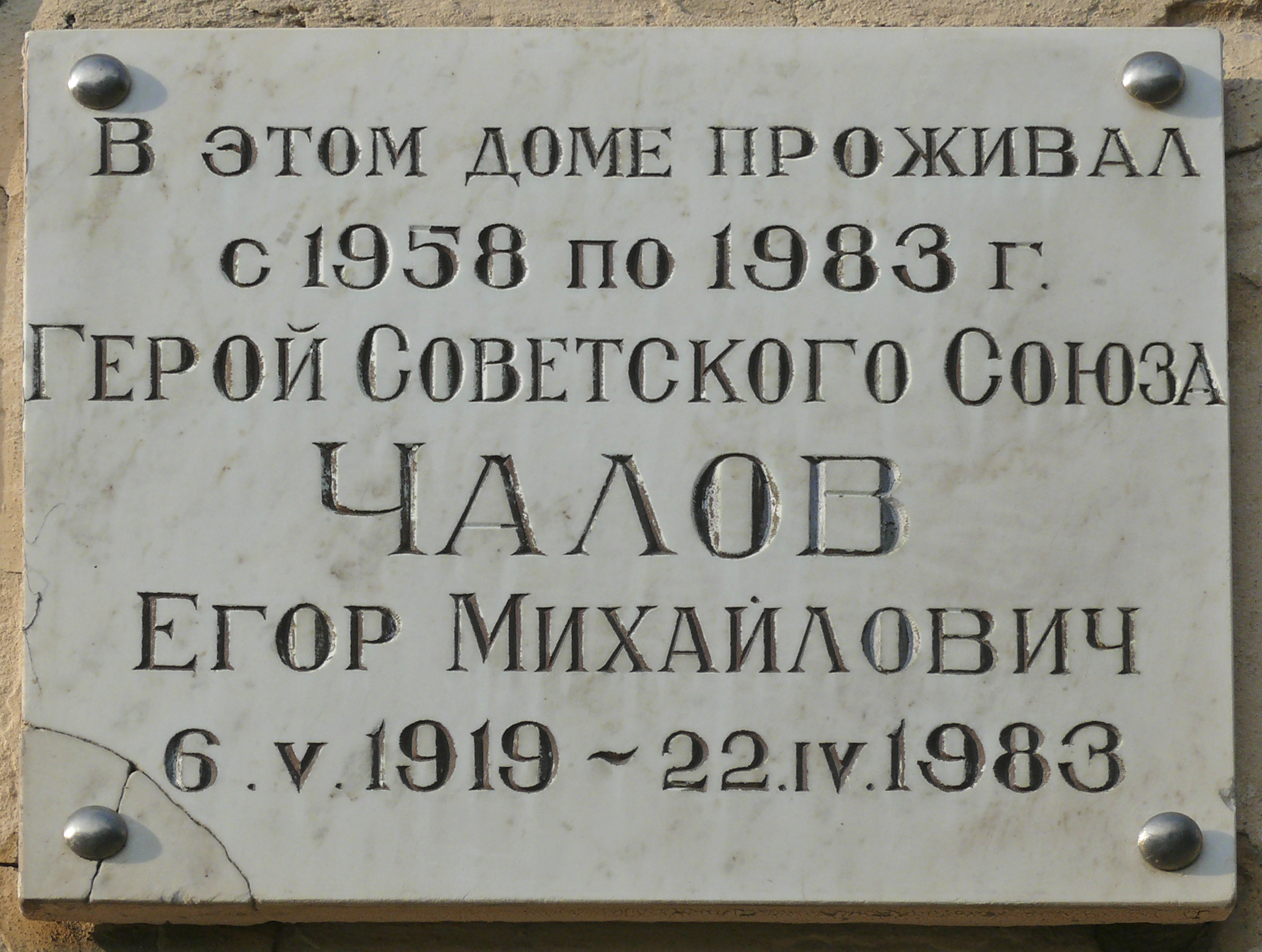
Мемориальная доска на доме № 6 по улице Людогоща в Великом Новгороде

После войны окончил Краснодарскую военную школу штурманов. С 1945 капитан Чалов находился в запасе. В 1951 году в Ленинграде окончил совпартшколу. В дальнейшем жил в Новгороде. Работал начальником отдела кадров завода «Волна».
Скончался 22 апреля 1983 года. Похоронен на Западном кладбище Великого Новгорода.

## Награды
Награждён орденами Ленина, Красного Знамени, орденом Отечественной войны 1 степени, орденом Красной Звезды, медалями, среди которых медали «За оборону Сталинграда», «За оборону Кавказа».